# 698 v.Chr.
Het jaar 698 v.Chr. is een jaartal volgens de christelijke jaartelling.

## Gebeurtenissen

### Griekenland
- Athene vormt met de Attische steden een politieke eenheid, in Miletus worden de eerste munten geslagen.